# Fred Slingerland
Fred Slingerland (Leiden, 18 juni 1972) is een Nederlandse schaker. Hij is, sinds 2009, in het bezit van de titel Internationaal Meester (IM). Zijn zus is WFM Caroline Slingerland.
- In juli 2005 werd in La Fère het vierde internationaal open La Fère gespeeld waarin de grootmeesters Viesturs Meijers uit Letland en Vadym Malachatko uit Oekraïne met 7.5 punt uit negen ronden gelijk eindigden. Na de tie-break werd Meijers eerste. Er deden 185 spelers mee en Fred Slingerland eindigde met 6 punten.
- Van 25 juli t/m 4 augustus 2005 speelde Fred Slingerland mee in het toernooi om het Open Nederlands Kampioenschap schaken dat in Dieren gespeeld werd en eindigde daar met 5 punten uit negen ronden op de 26e plaats. Maksim Toerov werd eerste met 7.5 punt.
- Op 25 maart 2017 won hij in Purmerend het Tulpentoernooi.[2]
- In 2023 werd hij tweede, achter Liam Vrolijk, op het Delftse OGD rapidschaak-toernooi.[3]

## Externe koppelingen
- (en)   Informatie over schaakpartijen van Fred Slingerland op ChessGames.com
- (en)   Informatie over schaakpartijen van Fred Slingerland op 365chess.com
- (en)  FIDE-ratinggegevens voor Fred Slingerland